# Palaung (langue)
Le palaung (ပလောင် en birman), aussi appelé ta’ang (တအာင်း en palaung), da’ang (ဒါအာင် ou ดาอาง en palaung), ou de’ang (德昂, dé’áng, en chinois), est un continuum linguistique de langues austroasiatiques parlée, en Birmanie, Chine et Thaïlande. Elle est parlée par les Palaung, peuple formé des Palé, Rumai, et Shwe, ayant chacun sa propre langue : le palaung palé ou ruching, le palaung rumai et le palaung shwe.

## Écriture
Le palaung est écrit avec l’écriture birmane ou l’écriture thaï.